# Musée d'histoire locale de Rueil-Malmaison
Le musée d'Histoire locale de Rueil-Malmaison est un musée historique à Rueil-Malmaison, dans le département des Hauts-de-Seine près de Paris.

## Situation
Le musée est installé dans l'ancienne mairie de Rueil-Malmaison.

## Historique
Le bâtiment du musée est l'ancien hôtel de ville construit par les architectes Lebois et Prince à la demande du Maire Adrien Cramail. La première pierre fut posée le 24 mai 1868 et la mairie fut achevée l'année suivante. À l'occasion de son inauguration, Napoléon III attribua les armes de la ville, par décret en date du 1er septembre 1869. 
En 1978, ce bâtiment devint trop exigu pour une ville de 60 000 habitants. Une nouvelle mairie fut construite et celle de Napoléon III fut transformée en musée d'Histoire locale de la ville. Le musée fut inauguré le 20 février 1982 par le député-maire de Rueil, Jacques Baumel.

## Collections
Le fonds du musée est constitué par les collections de la Ville et les dépôts de la Société historique de Rueil.
Dans les salles du musée sont rassemblés de façon thématique, les objets et les souvenirs qui constituent la mémoire de Rueil. On peut notamment y voir un portrait de Richelieu, une collection exceptionnelle de 1 600 figurines représentant la Grande Armée de Napoléon.
Le musée présente également les souvenirs de la guerre de 1870 et des souvenirs des personnalités liées à Rueil-Malmaison, tels que Richelieu et Joséphine de Beauharnais.  Une salle est consacrée à Édouard Belin (1876-1963) inventeur, créateur en 1907 du bélinographe (procédé de photolégraphie[Quoi ?]), un système capable d'envoyer des photographies à distance et de la télautographie, à l'origine des télécopieurs et photocopieurs modernes, qui utilisent le même principe.
Le musée d'Histoire locale est labellisé « Musée de France. »